# Mofibo
Mofibo er en abonnementsbaseret streamingtjeneste, der tilbyder streaming af e-bøger og lydbøger på tablets eller smartphones.
Mofibo er drevet af den danske virksomhed Storytel A/S som er ejet af svenske Storytel Sweden AB.

## Historie
Mofibo blev stiftet i 2013 af Morten Strunge, der tidligere har tjent 60 mio. kr på at sælge Onfone til TDC. Ved stiftelsen havde han aftaler med fire af Danmarks største forlag samt diverse investorer.[kilde mangler]
Mofibo blev i 2016 opkøbt af den svenske streamingtjeneste, Storytel, for et trecifret millionbeløb. Strunge tjente ved denne handel 20 mio. kr.[kilde mangler]
I 2017 overtog Storytel Danmarks fjerdestørste forlag People's Press.

## Mofibo som forlag - Mofibo Originals
Mofibo begyndte i 2016 forlagsvirksomhed med Mofibo Originals. En Mofibo Original er et littererært værk, som er skrevet med det specifikke formål at blive formidlet i lyd.

## Den Store Lydbogspris - Mofibo Awards
I 2020 blev Mofibo prisfesten Den store lydbogspris - Mofibo Awards afholdt på Hotel Cecil i København. Dette var første gang Storytel Awards blev i Danmark. Storytel Awards er tidligere kendt som ‘Stora Ljudbokspriset’.
I 2021 blev Den Store Lydbogspris - Mofibo Awards afholdt digitalt grundet Corona-pandemiens greb om det danske samfund.

Den Store Lydbogspris - Mofibo Awards 2022 blev fejret i Store Vega, København, torsdag den 3. marts. Birgitte Hjort Sørensen var aftenens værtinde, og sammen med en række af danmarks bedste forlag, forfattere og indlæsere blev lydbogen og de som muliggør den, hyldet. Der blev uddelt priser i de seks vante kategorier, men herudover havde Mofibo indstiftet hele to nye priser: Årets Nye Talent-prisen, som gik til Søren Højen for sin indlæsning af bogen ‘Grib mig‘, og Mofibos Ærespris.
Mofibos Ærespris blev indstiftet med målet om at hædre individer, som har gjort noget ekstraordinært for lydbogsbranchen. Æresprisen er tiltænkt de der er gået forrest og vist vejen, til de største inden for faget, til stemmerne vi alle kender. Den første til at modtage denne pris var Karsten Pharao, og Æresprisen døbes således: Pharao Prisen.
| Kategori                        | Titel                                   | Forfatter(e)                           | Indlæser(e)                            |
| ------------------------------- | --------------------------------------- | -------------------------------------- | -------------------------------------- |
| 2020                            |                                         |                                        |                                        |
| Årets Børnebog                  | Det blå bjerg 1 – Valravnen             | Karsten Mungo Madsen                   | Nikolaj Kopernikus                     |
| Årets Ungdomsroman              | Og så drukner jeg …                     | Ditte Wiese                            | Mathilde Eusebius                      |
| Årets Kærlighedsroman           | Ramt af dig                             | Anne Thorogood                         | Camilla Lau                            |
| Årets Biografi & dokumentar     | Ét liv, én tid, ét menneske             | Morten Albæk                           | Morten Albæk                           |
| Årets Krimi & spænding          | Mørket kalder                           | Michael Katz Krefeld                   | Thomas Gulstad                         |
| Årets Roman                     | Hjerteblink – Sæson 2                   | Marie Louise Cornelius                 | Laura Drasbæk                          |
| 2021                            |                                         |                                        |                                        |
| Årets Børnebog                  | Den mandige elg #1 – Elg får venner     | K.L. Berger                            | Daniel Brandt                          |
| Årets Ungdomsroman              | Sprækken til Luscuro #2 – Elementsygen  | Julie Midtgaard                        | Susanne Bonde                          |
| Årets Kærlighedsroman           | Herfra til dig                          | Albert Lindemalm                       | Jon Lange                              |
| Årets Biografi & dokumentar     | Heksebørnenes mor                       | Anja Ringgren LovénJulie Moestrup      | Anne Sofie Espersen                    |
| Årets Krimi & spænding          | Den tavse enke                          | Sara Blædel                            | Githa Lehrmann                         |
| Årets Roman                     | Aftentid og morgengry                   | Ken Follett                            | Esben Hansen                           |
| 2022                            |                                         |                                        |                                        |
| Årets Børnebog                  | Sigurd fortæller om naturvidenskab      | Sigurd Barrett                         | Sigurd Barrett                         |
| Årets Romance                   | Dagmar & Johannes                       | Pernille Juhl                          | Maria Garde                            |
| Årets Biografi & dokumentar     | Hærdet: Narkobetjent med gaden i blodet | René Dahl Andersen Casper Fauerholdt   | Lars Bom                               |
| Årets Krimi & spænding          | Gladiator                               | Jens Henrik Jensen                     | Dan Schlosser                          |
| Årets Roman                     | Pigen fra det store hvide skib          | Jesper Bugge KoldMich Vraa             | Camilla Qvistgaard Dyssel              |
| Årets Oversat fiktion           | Bridgerton. Et fængslende kys           | Julia Quinn                            | Camilla Lau Pelle Emil Hebsgaard       |
| Årets Nye Talent                | Søren Højen for 'Grib mig' af Amy Daws  | Søren Højen for 'Grib mig' af Amy Daws | Søren Højen for 'Grib mig' af Amy Daws |
| Mofibos Ærespris: Pharao prisen | Karsten Pharao                          | Karsten Pharao                         | Karsten Pharao                         |